# Louise Taft

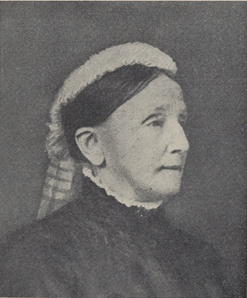
Louise Taft

Louisa “Louise” Maria Torrey (* 11. September 1827 in Boston, Massachusetts; † 8. Dezember 1907 in Millbury, Massachusetts) war die zweite Ehefrau von Alphonso Taft und die Mutter des US-Präsidenten William Howard Taft.

## Frühen Jahre
Sie war die erste Tochter von Samuel Davenport Torrey (1789–1877) und seiner zweiten Ehefrau Susan Holman Waters (1803–1866). Ihre drei Schwestern waren Delia Chapin Torry, die den Geologen Edward Orton heiratete, Anna Davenport Torrey und Susan H. Torrey. Louisa graduierte 1845 am Mount Holyoke College (vorher Mount Holyoke Female Seminary).

## Heirat und Familienleben
Louisa heiratete am 26. Dezember 1853 in Millbury (Massachusetts) den Witwer Alphonso Taft. Dadurch wurde sie die Stiefmutter seiner zwei noch lebenden Söhne aus erster Ehe mit Fanny Phelps († 1852), Charles Phelps Taft, der später der Verleger des Cincinnati Times-Star war und von 1895 bis 1897 Mitglied des US-Repräsentantenhauses, und Peter Rawson "Rossy" Taft.
Das Paar hatte fünf gemeinsame Kinder, von denen vier das Erwachsenenalter erreichten. Das erste, das im Alter von 14 Monaten an Keuchhusten verstarb, war Samuel Davenport Torrey Taft. Das zweite war der US-Präsident William Howard Taft, das nächste war Henry Waters Taft, der Rechtsanwalt in New York City wurde, das vierte war Horace Dutton Taft, der Begründer der Taft School in Watertown, Connecticut, und das letzte war Frances Louis "Fanny" Taft, die den Chirurgen William A. Edwards heiratete.
Die Familie lebte in Cincinnati, Ohio während ihr Ehemann als Richter am Superior Court of Cincinnati tätig war und dann in Washington, D.C., wo er nacheinander US-Kriegsminister und Attorney General war, sowie US-Botschafter in Österreich-Ungarn und Russland.
Sie verstarb 1907 bei Millbury, Massachusetts und wurde dann auf dem Spring Grove Cemetery in Cincinnati beigesetzt.